# Daubeuf-Serville
Daubeuf-Serville ist eine französische Gemeinde mit 396 Einwohnern (Stand: 1. Januar 2022) im Département Seine-Maritime in der Region Normandie. Sie gehört zum Arrondissement  Le Havre und zum Kanton Saint-Romain-de-Colbosc (bis 2015: Kanton Goderville). Die Einwohner werden Daubeuvais genannt.

## Geographie
Daubeuf-Serville liegt etwa 35 Kilometer nordöstlich von Le Havre im Pays de Caux. Umgeben wird Daubeuf-Serville von den Nachbargemeinden Thiergeville im Norden, Thiétreville im Osten und Nordosten, Ypreville-Biville und Limpiville im Osten, Bénarville im Süden, Angerville-Bailleul und Annouville-Vilmesnil im Südwesten sowie Bec-de-Mortagne im Westen. 

## Bevölkerungsentwicklung
| Jahr                      | 1962 | 1968 | 1975 | 1982 | 1990 | 1999 | 2006 | 2013 |
| Einwohner                 | 358  | 349  | 334  | 412  | 358  | 322  | 364  | 373  |
| Quelle: Cassini und INSEE |      |      |      |      |      |      |      |      |

## Sehenswürdigkeiten
- Kirche Notre-Dame aus dem 11. Jahrhundert
- Kirche Saint-Laurent aus dem 16. Jahrhundert
- Schloss Grand Daubeuf aus dem 17. Jahrhundert

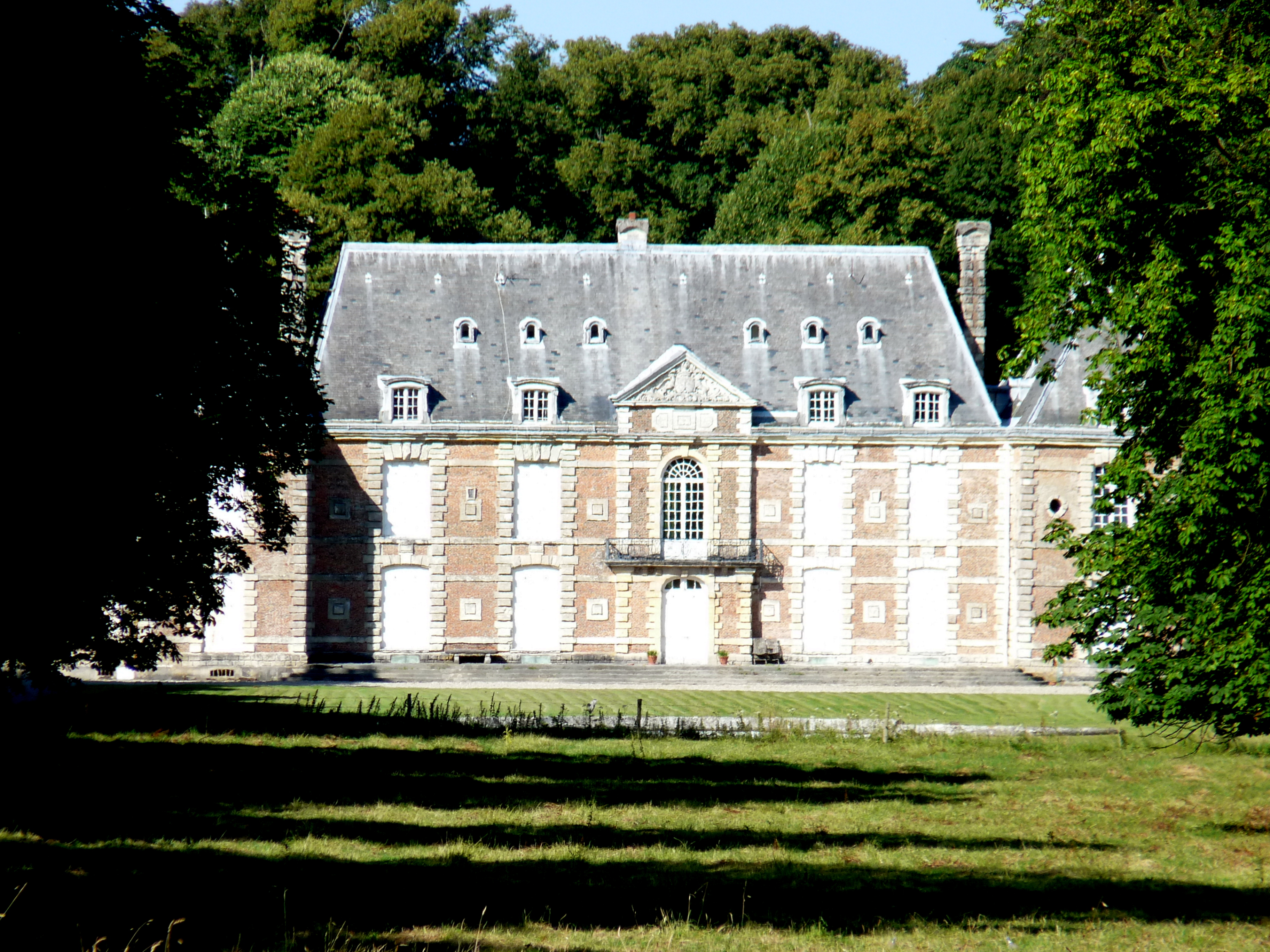
Schloss Grand Daubeuf